# A lyga 2016
A lyga 2016 var den 27. udgave af det litauiske mesterskab i fodbold. Turneringen blev afviklet fra den 2, marts, 2016 og blev afsluttet den 26. november, 2016.
FK Žalgiris Vilnius vandt deres 7. litauiske mesterskab.

## Stilling
| #  | Hold              | K  | V  | U | T  | M+ | M– | M +/– | Points | Kvalifikation eller nedrykning |
| -- | ----------------- | -- | -- | - | -- | -- | -- | ----- | ------ | ------------------------------ |
| 1. | FK Žalgiris       | 28 | 21 | 3 | 4  | 62 | 22 | +40   | 66     | Mesterskabsslutspil            |
| 2. | FK Trakai         | 28 | 18 | 4 | 6  | 47 | 22 | +25   | 58     | Mesterskabsslutspil            |
| 3. | FK Sūduva         | 28 | 15 | 6 | 7  | 42 | 32 | +10   | 51     | Mesterskabsslutspil            |
| 4. | FK Atlantas       | 28 | 15 | 6 | 7  | 35 | 25 | +13   | 51     | Mesterskabsslutspil            |
| 5. | FK Lietava        | 28 | 7  | 8 | 13 | 28 | 4  | +16   | 29     | Mesterskabsslutspil            |
| 6. | FC Stumbras       | 28 | 7  | 6 | 15 | 35 | 52 | -17   | 27     | Mesterskabsslutspil            |
|    |                   |    |    |   |    |    |    |       |        |                                |
| 7. | FK Utenis         | 28 | 4  | 4 | 20 | 24 | 47 | -23   | 16     | Nedrykningsplayoff             |
|    |                   |    |    |   |    |    |    |       |        |                                |
| 8. | FK Kauno Žalgiris | 28 | 2  | 9 | 17 | 23 | 55 | -32   | 15     | Nedrykning til Pirma lyga      |

## Mesterskabsslutspil
| #  | Hold        | K  | V  | U | T  | M+ | M– | M +/– | Points | Kvalifikation eller nedrykning |
| -- | ----------- | -- | -- | - | -- | -- | -- | ----- | ------ | ------------------------------ |
| 1. | FK Žalgiris | 33 | 24 | 4 | 5  | 74 | 29 | +45   | 76     | Champions League 2. kvalrunde  |
| 2. | FK Trakai   | 33 | 20 | 7 | 6  | 55 | 26 | +29   | 67     | Europa League 1. kvalrunde     |
| 3. | FK Sūduva   | 33 | 17 | 7 | 9  | 55 | 41 | +14   | 58     | Europa League 1. kvalrunde     |
| 4. | FK Atlantas | 33 | 16 | 8 | 9  | 42 | 32 | +10   | 56     | Europa League 1. kvalrunde     |
| 5. | FC Stumbras | 33 | 8  | 9 | 16 | 43 | 63 | -20   | 33     |                                |
| 6. | FK Lietava  | 33 | 8  | 8 | 17 | 35 | 58 | -23   | 32     |                                |

## Målscorer
Pr. 26. november, 2016; Kilde: Lietuvos futbolo statistika (Webside ikke længere tilgængelig) (litauisk)
| Nr. | Spiller             | Klub     | Mål |
| --- | ------------------- | -------- | --- |
| 1   | Andrija Kaluđerović | Žalgiris | 20  |
| 2   | Nerijus Valskis     | Trakai   | 17  |
| 3   | Tomas Radzinevičius | Sūduva   | 14  |
| 4   | Maksim Maksimov     | Atlantas | 10  |